# 中勢バイパス

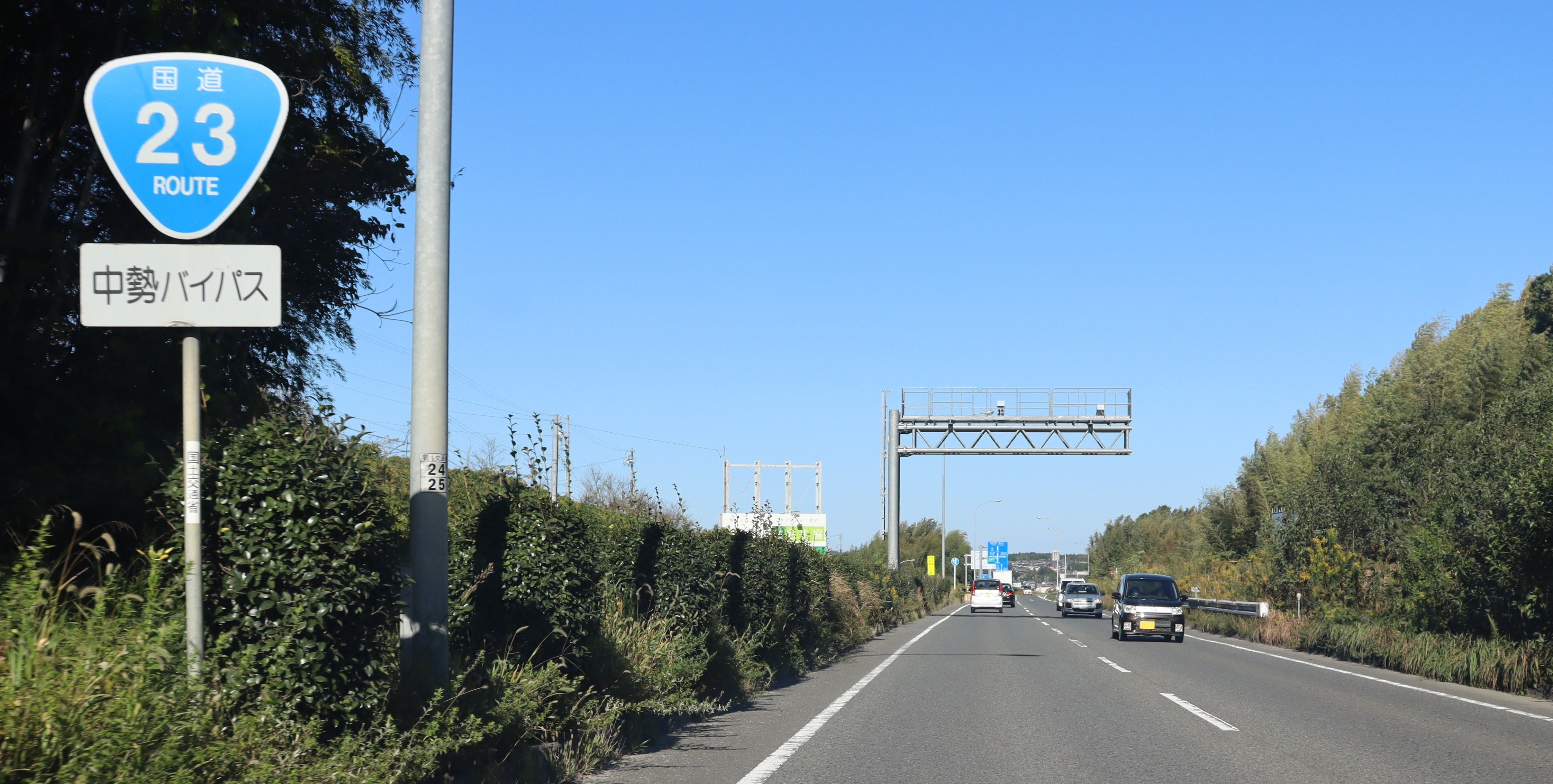
国道23号の中勢バイパスの道路標識、三重県津市にて

中勢バイパス（ちゅうせいバイパス）は、三重県（より正確には旧伊勢国部分）中部（中勢）の、鈴鹿市から県庁所在地の津市中心部を迂回し松阪市へ至る、国道23号のバイパスである。中勢道路（ちゅうせいどうろ）の事業名で事業が進められている。同道路は三重県の産業における大動脈しての役割が期待されている。また、現道からの通過交通の転換による交通環境の改善が見込まれている。加えて国道23号現道は沿岸部を通過することから津波浸水が想定されており、南海トラフ巨大地震の発生時の代替道路や緊急輸送の際にも効果が期待されている。

## 計画諸元
- 起点：三重県鈴鹿市北玉垣町（北玉垣町交差点）
- 終点：三重県松阪市小津町（小津町交差点）
- 総延長：33.8 km
- 道路規格：第3種第1級
- 設計速度：80 km/h（暫定60 km/h）
- 車線：4車線（暫定2車線）

### 事業の経緯
- 1983年（昭和58年）4月15日 - 都市計画決定[2]。
- 1984年（昭和59年）- 津（河辺、野田）工区事業化[2]。
- 1986年（昭和61年）- 用地買収着手[2]。
- 1988年（昭和63年）- 鈴鹿（御薗）工区、津・松阪工区事業化。埋蔵文化財調査及び工事着手[2]。
- 1989年（平成元年）- 津（河芸）工区事業化[2]。
- 1991年（平成03年）- 鈴鹿（御薗）工区、津（河芸）工区事業化（延伸）[2]。
- 1993年（平成05年）- 鈴鹿市稲生町 - 鈴鹿市徳田町（1.3 km）開通[2]。
- 1994年（平成06年）- 鈴鹿（安塚、稲生）工区 事業化、津（河辺）工区（2.37 km）暫定供用[2]。
- 1995年（平成07年）- 松阪工区事業化[2]。
- 1997年（平成09年）- 津（河辺）工区（1.98 km）暫定供用[2]。
- 2000年（平成12年）- 津（河芸）工区（4.1 km）暫定供用[2]。
- 2003年（平成15年）- 津（野田）工区（1.13 km）暫定供用[2]。大里交差点立体化[2]。
- 2004年（平成16年）- 津（久居）工区事業化[2]。
- 2005年（平成17年）- 鈴鹿市徳田町 - 鈴鹿市御薗町（0.9 km）開通[2]。
- 2006年（平成18年）- 津市野田 （0.8 km）開通[2]。
- 2007年（平成19年）- 鈴鹿・津工区、津（神戸）工区事業化、松阪市嬉野新屋庄町 - 松阪市小津町（2.8 km）開通[2]。
- 2009年（平成21年）- 建設中の鈴鹿工区、鈴鹿市野町（野町西交差点） - 鈴鹿市稲生町（稲生北ランプ）間を、F1日本グランプリ開催に伴う観客輸送の為バス専用道路として使用。バス専用道路としての使用は、この区間が正式に開通した2014年以降もF1日本グランプリ開催中の土曜・日曜に実施されている[3]。
- 2012年（平成24年）
  - 2月5日 - 津市高茶屋小森町 - 松阪市嬉野新屋庄町（3.9 km）開通。
  - 3月18日 - 津市河芸町三行 - 津市河芸町北黒田（0.9 km）開通[4]。
  - 12月9日 - 津市納所町の納所町交差点付近（0.6 km）を立体化し、「夢津なぐ橋」と命名。
- 2014年（平成26年）3月23日 - 鈴鹿（稲生）工区、鈴鹿市野町 - 鈴鹿市稲生町（1.8 km）開通。
- 2015年（平成27年）2月8日 - 津市野田 - 津市高茶屋小森町（6.0 km）開通[5]。
- 2016年（平成28年）4月24日 - 沿線に道の駅津かわげ（津市河芸町三行）開業[6][7]。
- 2018年（平成30年）
  - 2月9日 - 半田東交差点 - 久居相川交差点間（約1.4 km）を4車線化[8]。
  - 12月26日 - 久居野村交差点付近（約1.1 km）を4車線化[9]。
- 2019年（平成31年）2月17日 - 鈴鹿市御薗町 - 津市河芸町三行（2.9 km）開通[10]。
- 2020年（令和2年）- 中勢バイパスより分岐して北勢バイパスに接続する鈴鹿四日市道路が新規事業化される[11][12]。
- 2021年（令和3年）4月27日 - 国土交通省が「防災・減災、国土強靭化に向けた道路の5か年対策プログラム」として新たに開通見通しを公表。鈴鹿（安塚）工区については2023年度（令和5年度）開通予定とされる[1]。
- 2023年（令和5年）11月19日 - 鈴鹿市北玉垣町 - 野町 (2.8 km) 開通、全線開通[13][12]。

## 工事区分
| 工区名                                | 工事延長                        | 事業化年度                      | 供用年度                                       | 交差点名                                          | 接続する道路                                                   | 所在地 |
| ------------------------------------- | ------------------------------- | ------------------------------- | ---------------------------------------------- | ------------------------------------------------- | -------------------------------------------------------------- | ------ |
| 鈴鹿バイパス 四日市・名古屋方面       | 鈴鹿バイパス 四日市・名古屋方面 | 鈴鹿バイパス 四日市・名古屋方面 | 鈴鹿バイパス 四日市・名古屋方面                | 鈴鹿バイパス 四日市・名古屋方面                   | 鈴鹿バイパス 四日市・名古屋方面                                | 鈴鹿市 |
| 鈴鹿（安塚）4工区                     | 2.85 km                         | H6年度                          | R5年度 2.80 km                                 | 北玉垣ランプ 北玉垣町交差点                       | 国道23号（名四国道）・三重県道8号四日市鈴鹿環状線              | 鈴鹿市 |
| 鈴鹿（安塚）4工区                     | 2.85 km                         | H6年度                          | R5年度 2.80 km                                 | 安塚町南交差点                                    | 三重県道645号上野鈴鹿線                                        | 鈴鹿市 |
| 鈴鹿（安塚）4工区                     | 2.85 km                         | H6年度                          | R5年度 2.80 km                                 | 野町西交差点                                      | 三重県道41号亀山鈴鹿線                                         | 鈴鹿市 |
| 鈴鹿（稲生）5工区                     | 1.80 km                         | H6年度                          | H25年度 1.80 km                                | 野町西交差点                                      | 三重県道41号亀山鈴鹿線                                         | 鈴鹿市 |
| 鈴鹿（稲生）5工区                     | 1.80 km                         | H6年度                          | H25年度 1.80 km                                | 鈴鹿四日市道路接続予定（2020年3月31日新規事業化） |                                                                | 鈴鹿市 |
| 鈴鹿（稲生）5工区                     | 1.80 km                         | H6年度                          | H25年度 1.80 km                                | 稲生北ランプ 稲生高校北交差点                     | 鈴鹿市道道伯稲生線                                             | 鈴鹿市 |
| 鈴鹿（稲生）5工区                     | 1.80 km                         | H6年度                          | H25年度 1.80 km                                | 稲生西ランプ 稲生町西交差点                       | 鈴鹿市道加佐登鼓ヶ浦線（サーキット道路）                       | 鈴鹿市 |
| 鈴鹿（御薗）6工区                     | 2.30 km                         | S63年度                         | H5年度 1.35 km                                 | 稲生西ランプ 稲生町西交差点                       | 鈴鹿市道加佐登鼓ヶ浦線（サーキット道路）                       | 鈴鹿市 |
| 鈴鹿（御薗）6工区                     | 2.30 km                         | S63年度                         | H5年度 1.35 km                                 | 徳田町北交差点                                    | 鈴鹿市道汲川原橋徳田線・三重県道54号鈴鹿環状線（磯山バイパス） | 鈴鹿市 |
| 鈴鹿（御薗）6工区                     | 2.30 km                         | H3年度                          | H17年度 0.95 km                                | 徳田町北交差点                                    | 鈴鹿市道汲川原橋徳田線・三重県道54号鈴鹿環状線（磯山バイパス） | 鈴鹿市 |
| 鈴鹿（御薗）6工区                     | 2.30 km                         | H3年度                          | H17年度 0.95 km                                | 御薗ランプ 御薗町東交差点                         | 三重県道54号鈴鹿環状線                                         | 鈴鹿市 |
| 鈴鹿･津 7工区                         | 2.90 km                         | H19年度                         | H30年度 2.90 km                                | 御薗ランプ 御薗町東交差点                         | 三重県道54号鈴鹿環状線                                         | 鈴鹿市 |
| 鈴鹿･津 7工区                         | 2.90 km                         | H19年度                         | H30年度 2.90 km                                | 郡山ランプ                                        | 鈴鹿市道秋永中世古郡山線                                       | 鈴鹿市 |
| 鈴鹿･津 7工区                         | 2.90 km                         | H19年度                         | H30年度 2.90 km                                | 郡山ランプ                                        | 鈴鹿市道秋永中世古郡山線                                       | 津市   |
| 鈴鹿･津 7工区                         | 2.90 km                         | H19年度                         | H30年度 2.90 km                                | 三行ランプ                                        | 三重県道651号三行上野線                                        |        |
| 津（河芸）8工区                       | 5.00 km                         | H3年度 1.5 km                   | H23年度 0.9 km                                 | 三行ランプ                                        | 三重県道651号三行上野線                                        |        |
| 津（河芸）8工区                       | 5.00 km                         | H3年度 1.5 km                   | H23年度 0.9 km                                 | 北黒田北交差点                                    | 国道306号                                                      |        |
| 津（河芸）8工区                       | 5.00 km                         | H3年度 1.5 km                   | H12年度 4.1 km                                 | 北黒田北交差点                                    | 国道306号                                                      |        |
| 津（河芸）8工区                       | 5.00 km                         | H3年度 1.5 km                   | 河芸環状交差点                                 |                                                   |                                                                |        |
| 津（河芸）8工区                       | 5.00 km                         | H1年度 3.5 km                   |                                                |                                                   |                                                                |        |
| 津（河芸）8工区                       | 5.00 km                         | 大里窪田町出口交差点            | 三重県道410号草生窪田津線                      |                                                   |                                                                |        |
| 津（河辺）9工区                       | 4.35 km                         | 大里窪田町出口交差点            | 三重県道410号草生窪田津線                      | S59年度                                           | H6年度 2.37 km                                                 |        |
| 津（河辺）9工区                       | 4.35 km                         | 大里ランプ                      | 三重県道10号津関線                             | S59年度                                           | H6年度 2.37 km                                                 |        |
| 津（河辺）9工区                       | 4.35 km                         | 河辺ランプ                      | 三重県道55号久居河芸線                         | S59年度                                           | H6年度 2.37 km                                                 |        |
| 津（河辺）9工区                       | 4.35 km                         | H9年度 1.98 km                  |                                                | S59年度                                           |                                                                |        |
| 津（河辺）9工区                       | 4.35 km                         | 納所ランプ                      | 三重県道42号津芸濃大山田線                     | S59年度                                           |                                                                |        |
| 津（野田）10工区                      | 2.85 km                         | 納所ランプ                      | 三重県道42号津芸濃大山田線                     | S59年度                                           | H15年度 1.13 km                                                |        |
| 津（野田）10工区                      | 2.85 km                         | 南河路交差点                    | 国道163号（南河路バイパス）                    | S59年度                                           | H15年度 1.13 km                                                |        |
| 津（野田）10工区                      | 2.85 km                         | 南河路交差点                    | 国道163号（南河路バイパス）                    | S59年度                                           | H18年度 0.77 km                                                |        |
| 津（野田）10工区                      | 2.85 km                         | 野田東交差点                    | 三重県道657号家所阿漕停車場線                  | S59年度                                           |                                                                |        |
| 津（野田）10工区                      | 2.85 km                         | 野田東交差点                    | 三重県道657号家所阿漕停車場線                  | S59年度                                           | H26年度 6.00 km                                                |        |
| 津（野田）10工区                      | 2.85 km                         | 緑が丘南交差点                  | 三重県道55号久居河芸線（支線）                 | S59年度                                           |                                                                |        |
| 津（神戸）11工区                      | 1.95 km                         | 緑が丘南交差点                  | 三重県道55号久居河芸線（支線）                 | H19年度                                           |                                                                |        |
| 津（神戸）11工区                      | 1.95 km                         | 半田東交差点                    | 三重県道118号津久居線                          | H19年度                                           |                                                                |        |
| 津（久居）12工区                      | 3.10 km                         | 半田東交差点                    | 三重県道118号津久居線                          | H16年度                                           |                                                                |        |
| 津（久居）12工区                      | 3.10 km                         | 久居相川交差点                  | 三重県道776号久居停車場津線                    | H16年度                                           |                                                                |        |
| 津（久居）12工区                      | 3.10 km                         | 高茶屋小森ランプ                | 国道165号・三重県道114号上浜高茶屋久居線       | H16年度                                           |                                                                |        |
| 津･松阪 13工区                        | 3.90 km                         | 高茶屋小森ランプ                | 国道165号・三重県道114号上浜高茶屋久居線       | S63年度                                           | H23年度                                                        |        |
| 津･松阪 13工区                        | 3.90 km                         | 木造ランプ                      |                                                | S63年度                                           | H23年度                                                        |        |
| 津･松阪 13工区                        | 3.90 km                         | 舞出ランプ                      |                                                | S63年度                                           | H23年度                                                        | 松阪市 |
| 津･松阪 13工区                        | 3.90 km                         | 嬉野新屋庄ランプ 新屋庄町交差点 | 三重県道697号三雲久居線・三重県道413号嬉野津線 | S63年度                                           | H23年度                                                        | 松阪市 |
| 松阪 14工区                           | 2.80 km                         | 嬉野新屋庄ランプ 新屋庄町交差点 | 三重県道697号三雲久居線・三重県道413号嬉野津線 | H7年度                                            | H19年度                                                        | 松阪市 |
| 松阪 14工区                           | 2.80 km                         | 小津ランプ 小津町交差点         | 国道23号（南勢バイパス）・国道166号            | H7年度                                            | H19年度                                                        | 松阪市 |
| 南勢バイパス 伊勢・松阪市街・尾鷲方面 |                                 |                                 |                                                |                                                   |                                                                | 松阪市 |

## ギャラリー

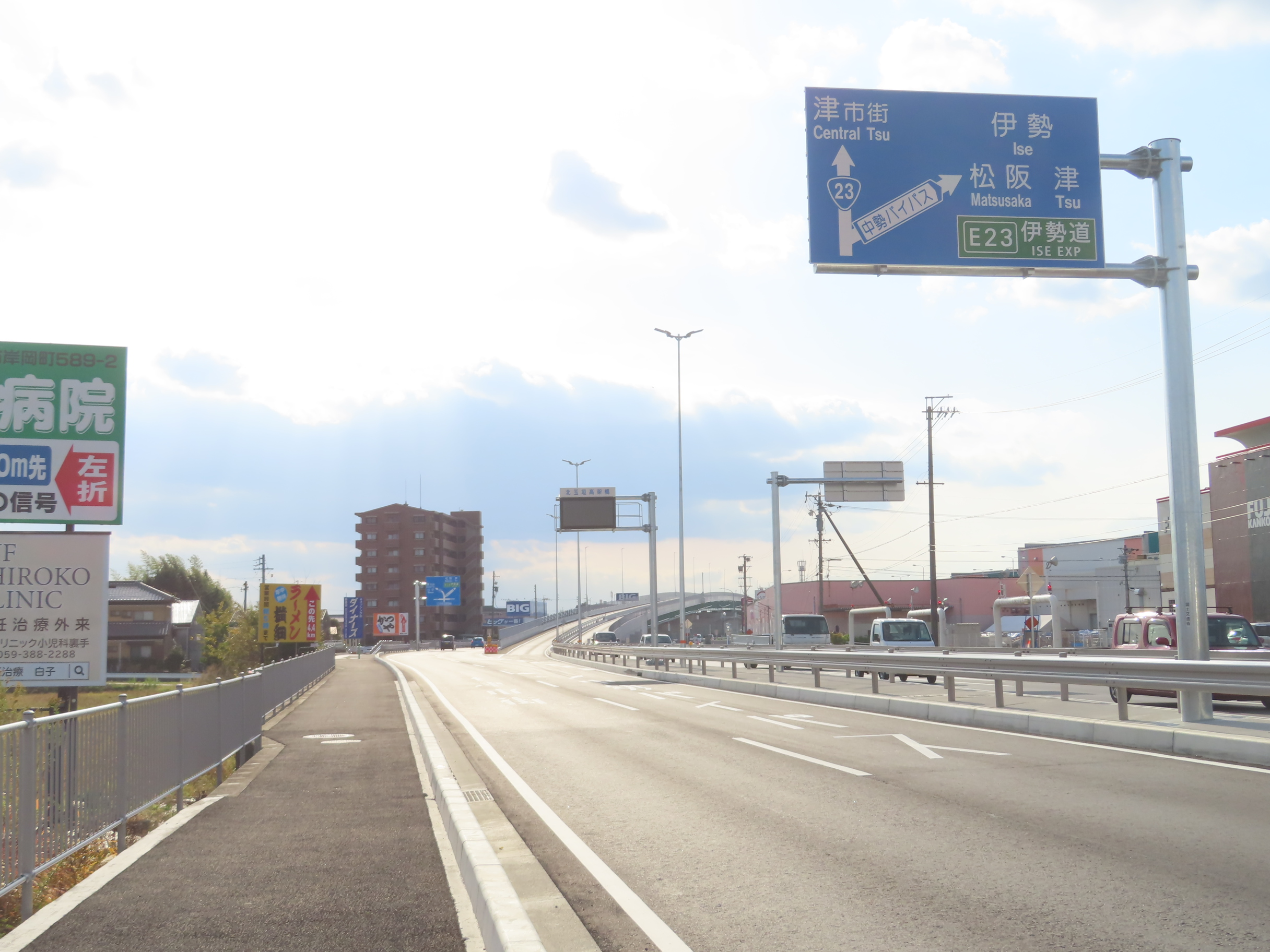
起点。中勢バイパスは右方向に分岐する。鈴鹿市北玉垣町にて
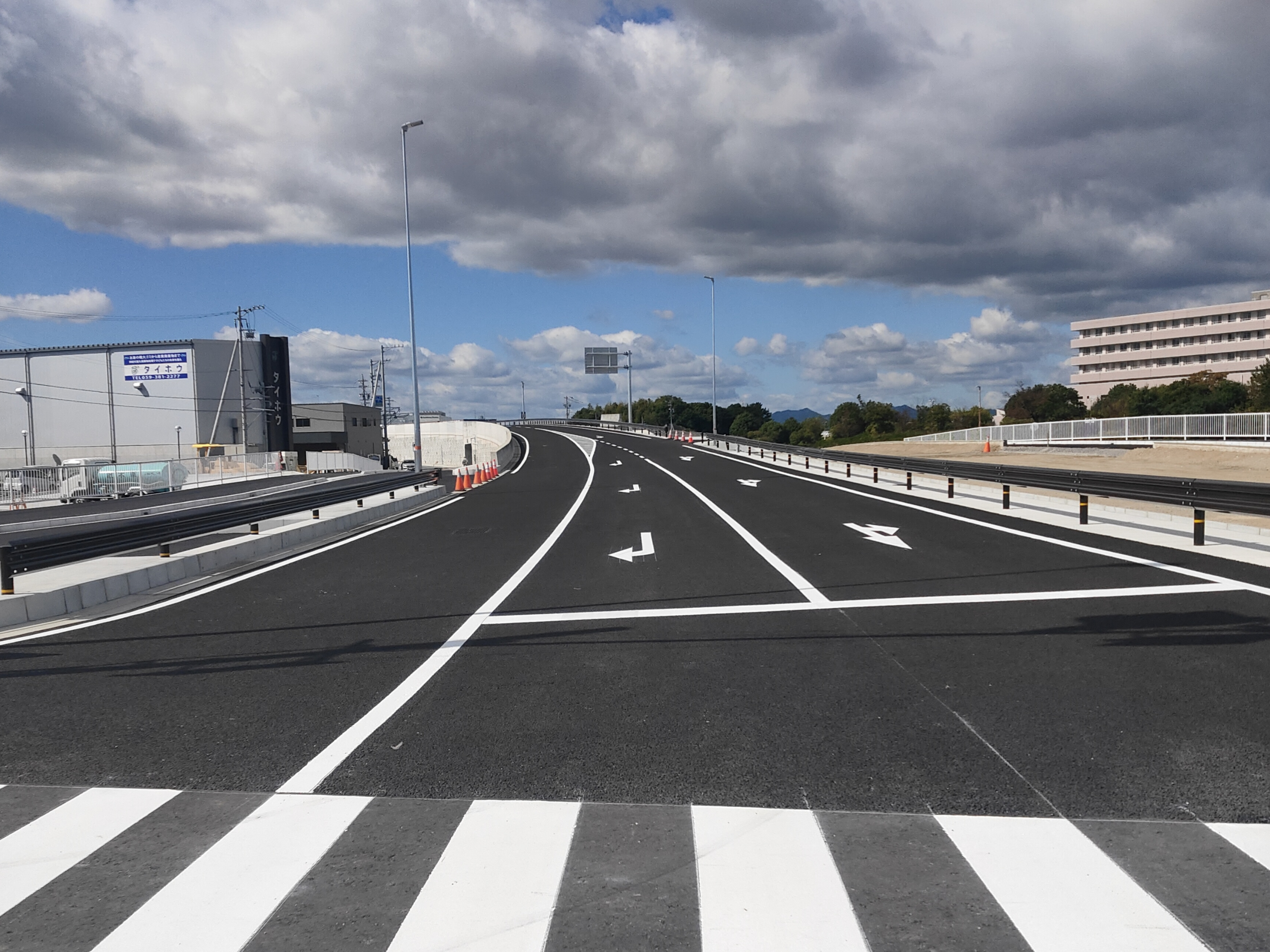
三重県道645号上野鈴鹿線との交差点から津方面を撮影（2023年11月開通区間、撮影は開通前のもの）
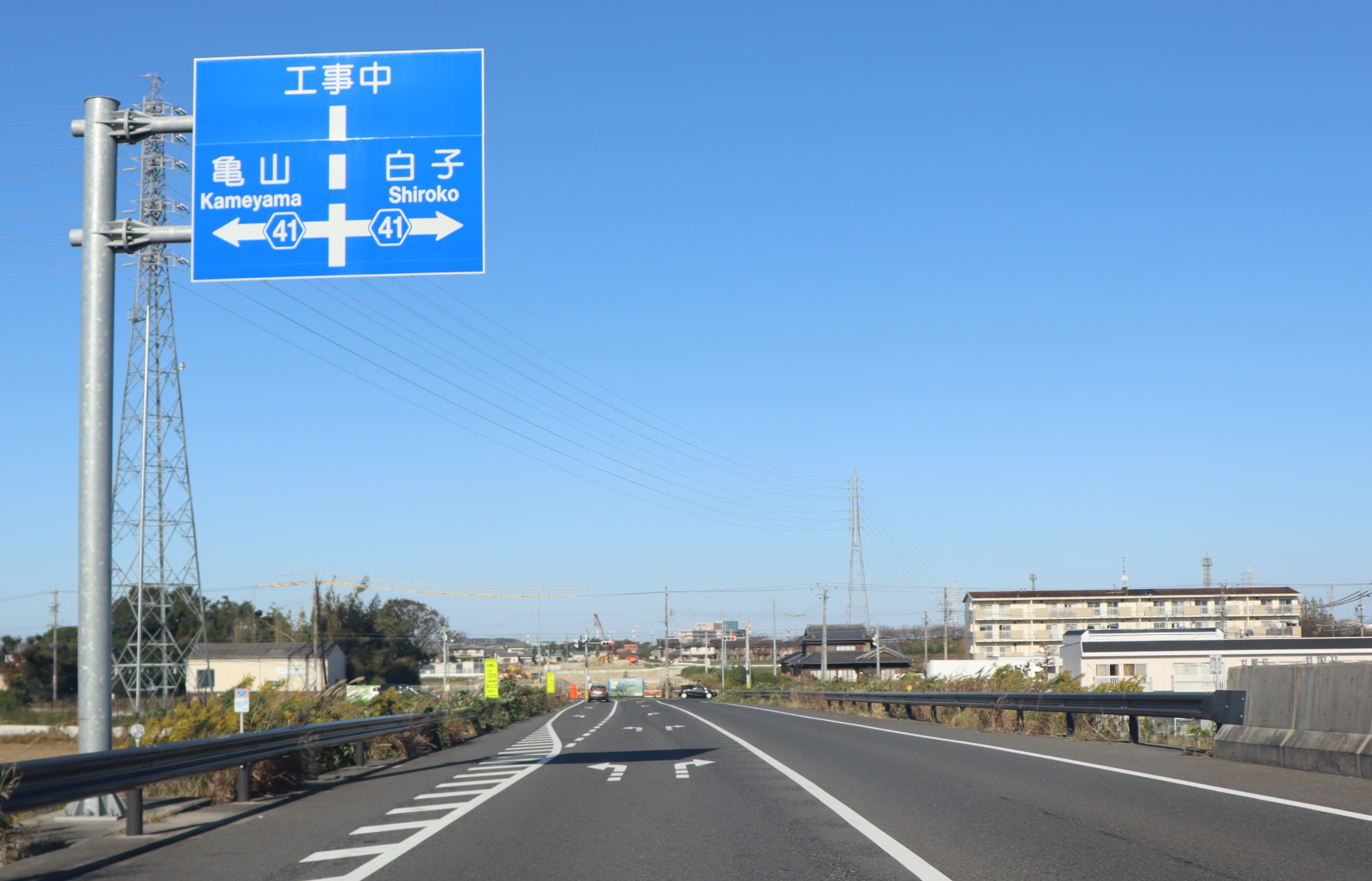
三重県道41号亀山鈴鹿線との交差点と前方の未開通区間（2019年11月の時点）
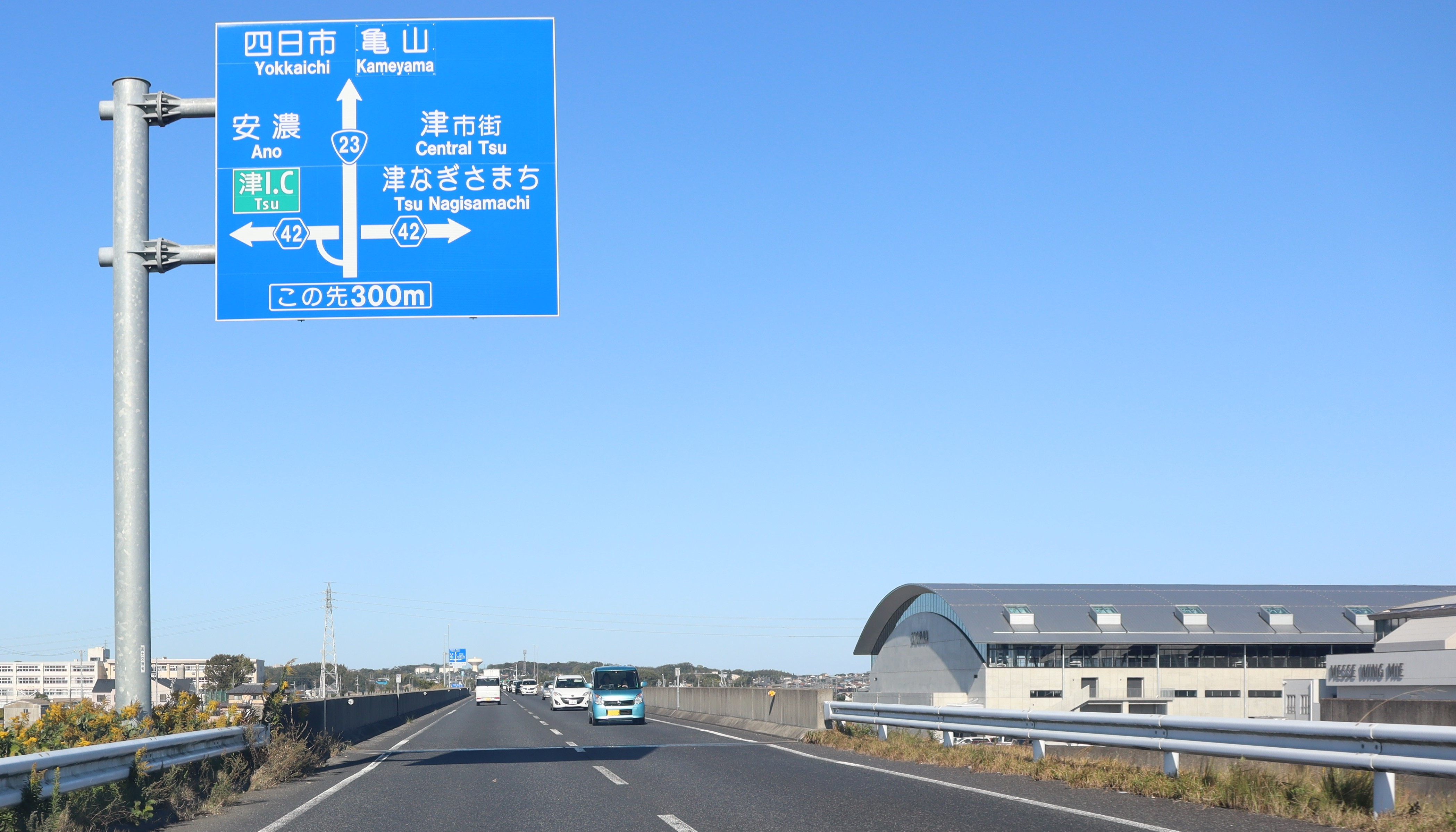
東側に隣接する津市産業・スポーツセンター
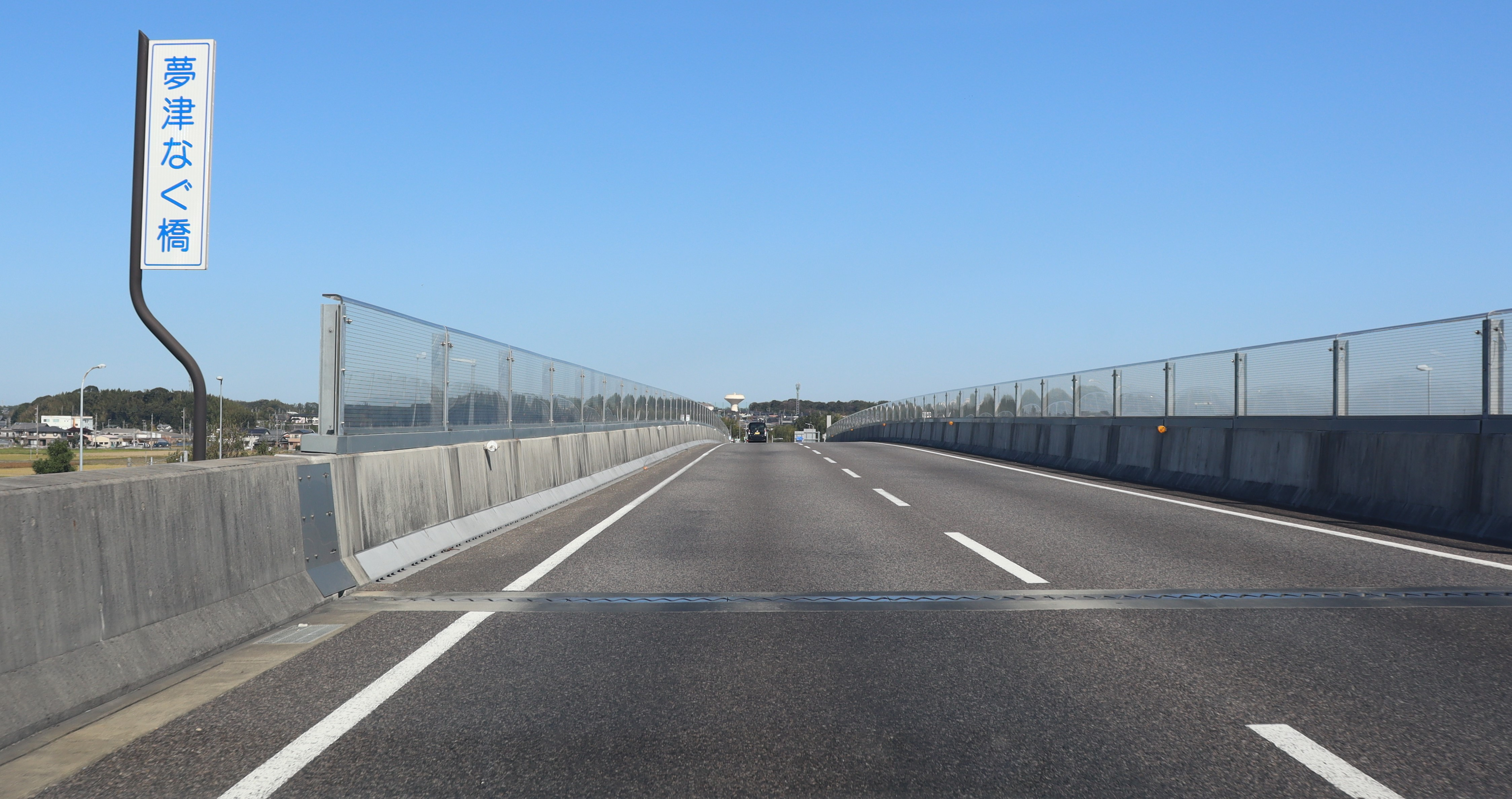
三重県道42号津芸濃大山田線との立体交差部の夢津なぐ橋、津市納所町にて
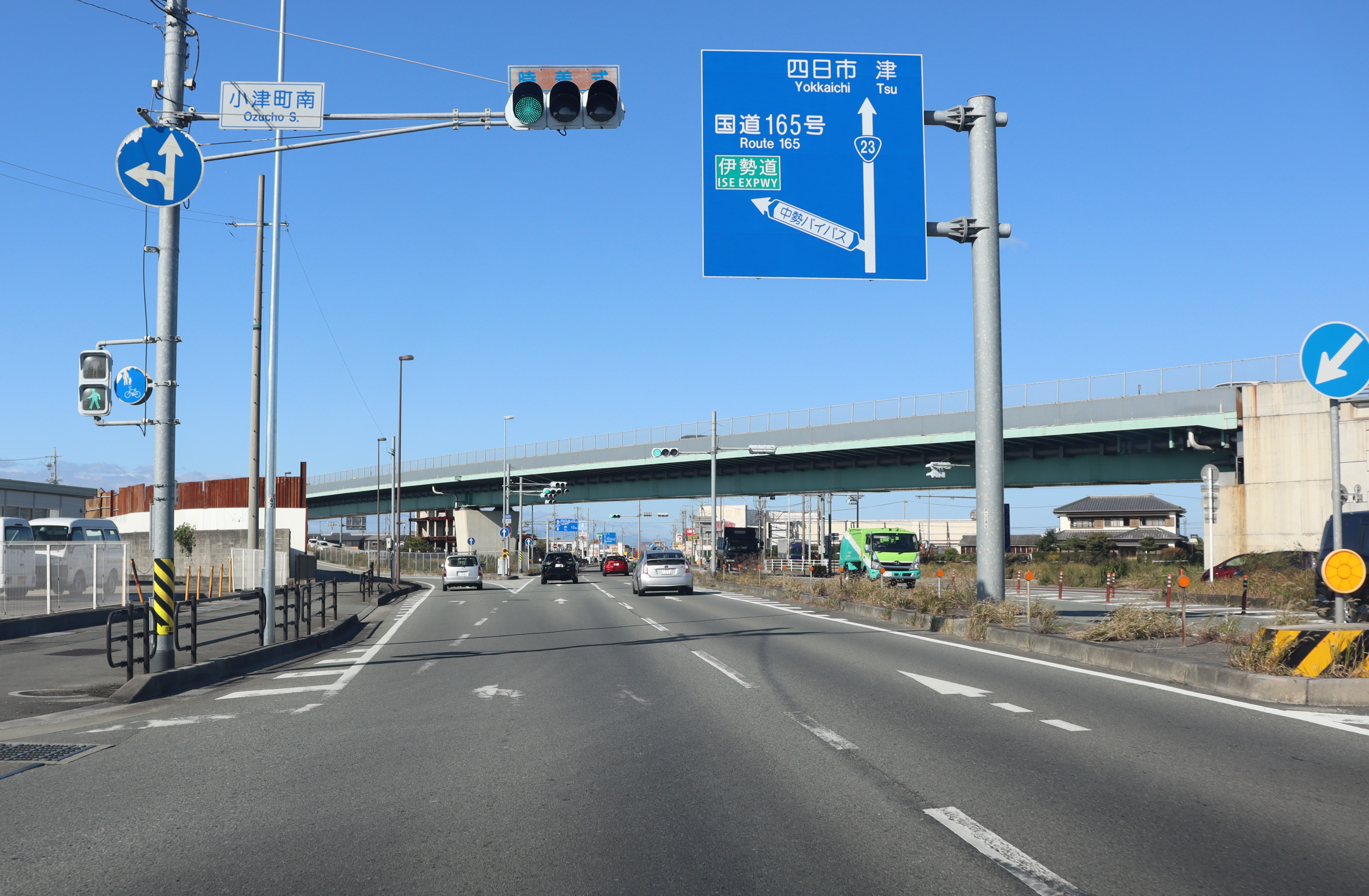
終点となる小津町南交差点、立体部の右側が直結する南勢バイパスの起点、松阪市小津町にて

## 周辺施設
- 鈴鹿中央総合病院
- 鈴鹿サーキット
- 鈴鹿市南消防署天名分署
- 道の駅津かわげ
- 津市産業・スポーツセンター
  - メッセウイング・みえ
  - サオリーナ
- 三重県運転免許センター

## 交通量
平日24時間交通量（平成27年度道路交通センサス）
- 鈴鹿市稲生町：9,372
- 津市河芸町三行：6,834
- 津市大里睦合町：20,808
- 津市河辺町：27,190
- 津市久居新町：20,940
- 松阪市舞出町：27,279